# Саяси, Рихо
Рихо Саяси (яп. 鞘師 里保 Саяси Рихо, род. 28 мая 1998 года в Хигасихиросима, Хиросима, Тюгоку, Япония) — танцор, японский идол, бывшая участница 9-го поколения японской поп-группы Morning Musume в 2011—2015 годы, бывший дополнительный танцор для группы Babymetal в 2019—2020 годах.

## Биография

### 2010
В июне 2010 года приняла участие в «Fashionable» (яп. ファッショナブル), театральной постановке группы Morning Musume, получив это право как одна из победительниц отбора под названием «Jc&Jk Дзёю Одисён» (яп. Jc&Jk女優オーディション).
В декабре 2010 года появилась на телевидении как одна из пяти финалисток прослушивания в 9-е поколение Morning Musume.

### 2011
2 января 2011 года, на концерте Hello! Project 2011 Winter «Kangei Shinsen Matsuri», Цунку, продюсер Morning Musume, представил Рихо как участницу Morning Musume 9-го поколения вместе с Эриной Икутой и Канон Судзуки, также победивших в отборе по результатам прослушивания,  и Мидзуки Фукумурой.

### 2015
31 декабря покинула Morning Musume, в первой половине концерта Hello! Project COUNTDOWN PARTY 2015 ~GOOD BYE & HELLO!~ прошёл её «выпускной», при этом она осталась участницей Hello! Project.

### 2018
7 декабря было объявлено, что заключенный контракт с Саяси завершился в ноябре и его не стали продлевать, соответственно с того момента она покинула и Hello! Project.

### 2019
После трехлетнего перерыва, Рихо 30 марта выступила гостем на концерте Hello! Project 20th Anniversary!! Hello! Project Hina Fes 2019, куда также были приглашены бывшие участницы Morning Musume Нодзоми Цудзи, Ай Каго, Риса Ниигаки и Саюми Митисигэ.
28 июня выступила дополнительным танцором у японской группы Babymetal на их концерте Babymetal Awakens -The Sun Also Rises- проходившем в Yokohama Arena. 30 июня
также выступила с этой группой на престижном фестивале Гластонбери в Великобритании, и 2 июля в Лондоне в O2 Academy Brixton.

## Группы и юниты Hello! Project
- Morning Musume (2 января 2011 — 31 декабря 2015)
- Peaberry (2012 — 2015)
- Hello! Project Station Dance Club (2013 — 2015)
- Hello! Project Mobekimasu (2011)

## Дискография

### Песни
Ganbarou Nippon Ai wa Katsu Singers
- «Ai wa Katsu» (9 апреля 2011 (цифровое издание), 22 июня 2011 (CD-диск))

Reborn Eleven
- «Reborn ~Inochi no Audition~» (8 октября 2011)

Hello! Project Mobekimasu
- «Busu ni Naranai Tetsugaku» (16 ноября 2011)

Peaberry
- «Cabbage Hakusho» (7 ноября 2012)
- «Cabbage Hakusho ~Haru Hen~» (27 февраля 2013)

Сольные песни
- «Kimagure Zetsubou Arigatou» (из мюзикла Stacies Shoujo Saisatsu Kageki, 1 января 2014 года песня появилась на выпущенном CD-диске Hello! Project no Zenkyoku kara Atsumechaimashita! Vol. 2 (яп. ハロー!プロジェクトの全曲から集めちゃいました! Vol.2 吉田豪編))
- «Furereba Kokoro ga Afuredasu» (из мюзикла TRIANGLE, 15 июля 2015 года песня появилась на выпущенном CD-диске Engeki Joshibu Musical "TRIANGLE" Original Soundtrack (яп. 演劇女子部 ミュージカル「TRIANGLE-トライアングル-」オリジナルサウンドトラック))

### DVD & Blu-ray
| №  | Название                                                      | Дата выхода      | Место               | Примечания               |
| №  | Название                                                      | Дата выхода      | Oricon Weekly Chart | Примечания               |
| -- | ------------------------------------------------------------- | ---------------- | ------------------- | ------------------------ |
| 1  | Sayashi Riho ~Greeting~ (яп. さやし りほ～Ｇｒｅｅｔｉｎｇ～) | 31 августа 2011  | 51                  | На лейбле Zetima         |
| 2  | RIHO                                                          | 20 января 2012   | —                   | Серия e-Hello!           |
| 3  | Hyahhoi (яп. ひゃっっほ～い♪( ´θ`)ノ Хяхххо:й)                | 26 сентября 2012 | 68                  | На лейбле Zetima         |
| 4  | Snowdrop (яп. snowdrop)                                       | 28 марта 2013    | —                   | Серия e-Hello!           |
| 5  | Riho's Fashion Archive                                        | 12 марта 2014    | 32                  | Zetima                   |
| 6  | sixteen                                                       | 8 августа 2015   | 27                  | Zetima                   |
| 7  | Morning Musume '15 Sayashi Riho Sotsugyou Memorial            | 7 декабря 2015   | —                   |                          |
| 8  | Morning Musume '15 Sayashi Riho Solo Special Live             | 20 апреля 2016   | 22                  | На лейбле UP-FRONT WORKS |
| 9  | Morning Days Happy Holiday Sayashi Riho Fanclub Tour in Boso  | 2016             | —                   | Эксклюзив для фан-клуба  |
| 10 | Sayashi Riho on Morning Musume '15 Concert Tour Aki ~PRISM~   | 2016             | —                   | Эксклюзив для фан-клуба  |

### Фотокниги
- Sayashi Riho (27 августа 2011, Wani Books, ISBN 978-4-8470-4391-8)
- Un Deux Trois (27 августа 2012, Wani Books, ISBN 978-4-8470-4486-1)
- Taiyou (25 ноября 2013, Wani Books, ISBN 978-4-8470-4486-1)
- Juurokusai (25 марта 2015, Wani Books, ISBN 978-4-8470-4742-8)
- Morning Musume Sayashi Riho Zenshuu 2011-2015 (25 декабря 2015, Wani Books, ISBN 978-4-8470-4814-2)
- 17sai no Ketsudan (26 марта 2016, Odyssey Books, ISBN 978-4-8470-4826-5)

Совместные фотокниги
- Alo-Hello! Morning Musume 9ki Member Shashinshuu (16 декабря 2012, Kids Net, ISBN 978-4-0489-5474-7)
- Morning Musume '14 BOOK "Sayumin no... Oshiete Kouhai!" (20 января 2015, Wani Books, ISBN 978-4-8470-4715-2)
- Morning Musume 20 Shuunen Kinen Official Book (19 июня 2018, Wani Books, ISBN 978-4-8470-8125-5)

## Выступления

### Спектакли
- Fashionable (яп. ファッショナブル) (Токио: 11—20 июня 2010 года, Le Theatre Ginza (яп. ル・テアトル銀座); Осака: 25—27 июня 2010 года: театр BRAVA!)

### Концерты
- Hello! Project 2011 Winter «Kangei Shinsen Matsuri» (2 января 2011)